# さよならが生まれた場所
「さよならが生まれた場所」（さよならがうまれたばしょ）は、日本のR&BグループのSkoop On Somebodyが2007年3月21日にリリースした通算30枚目（Skoop On Somebodyとしては22枚目）のシングル。

## 概要
バラード三部作の第一弾。
ミュージック・ビデオはライブ風の映像となっており、1番までの演奏のみとなっている。

## 収録曲
1. さよならが生まれた場所
  - 作詞：SOS・ miwa furuse　作曲：miwa furuse　編曲：SOS・家原正樹・miwa furuse
2. 白シャツ
  - 作詞：SOS・坂詰美紗子　作曲：坂詰美紗子　編曲：益田TOSH
3. How We Do It!!! (Live)
  - 作詞・編曲：SOS　作曲:SOS・知念輝行